# Санто Стефано (Ливорно)
Санто Стефано је насеље у Италији у округу Ливорно, региону Тоскана.
Према процени из 2011. у насељу је живело 33 становника. Насеље се налази на надморској висини од 60 м.